# Montévraz

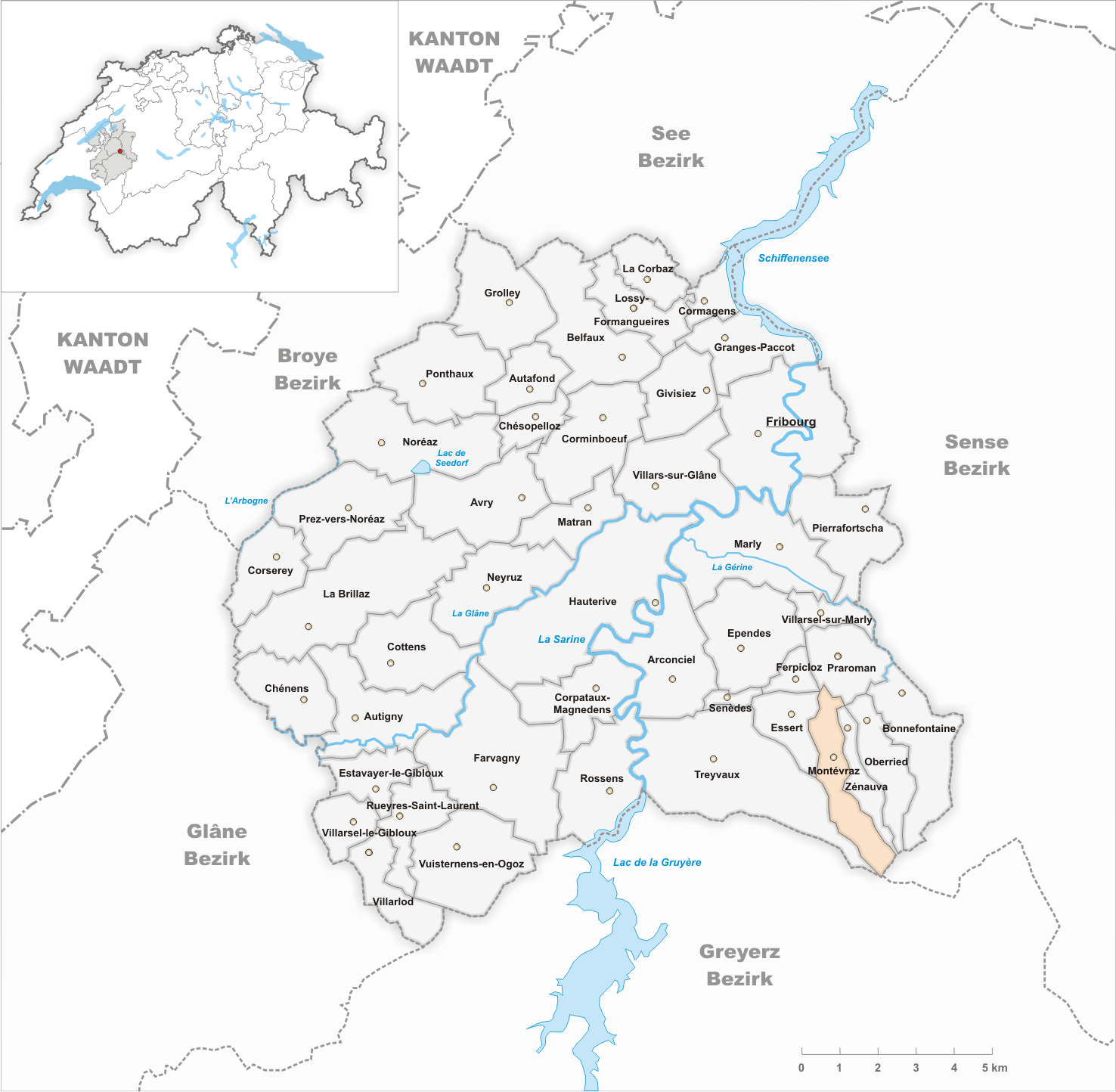
Gemeindestand vor der Fusion am 1. Januar 2003

Montévraz ist eine Ortschaft und früher selbständige politische Gemeinde im District de la Sarine (deutsch: Saanebezirk) des Kantons Freiburg in der Schweiz. Am 1. Januar 2003 wurde Montévraz mit fünf weiteren Gemeinden zur neuen Gemeinde Le Mouret zusammengeschlossen.

## Geographie
Montévraz liegt neun Kilometer südlich der Kantonshauptstadt Freiburg (Luftlinie). Das Dorf erstreckt sich am westlichen Talhang des Dorfbachs von Zénauva, in einer Mulde am unteren Nordhang des Petit Cousimbert, im Hügelland am Nordfuss der Alpen. Die ehemalige Gemeindefläche betrug rund 3,3 km². Das Gebiet, das im Osten durch den Bach von Zénauva begrenzt wurde, reichte im Norden bis in die Talniederung des Ruisseau du Pontet bei der Siedlung Le Mouret. Nach Süden erstreckte es sich über den ausgedehnten Burgerwald bis auf den Berggipfel des Petit Cousimbert (1530 m ü. M.).

## Bevölkerung
Mit 529 Einwohnern (2002) zählte Montévraz vor der Fusion zu den kleineren Gemeinden des Kantons Freiburg. Zu Montévraz gehörten vier Ortsteile: die Siedlung Pra Mathaux (758 m ü. M.) im Talboden des Ruisseau du Pontet bei Le Mouret, die Weiler Montemblon (798 m ü. M.) und Montévraz-Dessous (871 m ü. M.) am westlichen Talhang des Baches von Zénauva sowie Montévraz-Dessus (909 m ü. M.) auf einer Verebnungsfläche zwischen dem Hang des Petit Cousimbert und dem Vorberg Mondzemolien. In der Umgebung von Montévraz gibt es zahlreiche Einzelhöfe.
Einwohnerzahlen: Volkszählungsdaten

## Wirtschaft
Montévraz war bis in die zweite Hälfte des 20. Jahrhunderts ein vorwiegend durch die Landwirtschaft geprägtes Dorf. Noch heute haben die Milchwirtschaft und die Viehzucht sowie in geringerem Mass der Ackerbau einen wichtigen Stellenwert in der Erwerbsstruktur der Bevölkerung. Weitere Arbeitsplätze sind im lokalen Kleingewerbe und im Dienstleistungssektor vorhanden, unter anderem im Baugewerbe und in der Holzverarbeitung. In den letzten Jahrzehnten hat sich das Dorf auch zu einer Wohngemeinde entwickelt. Viele Erwerbstätige sind deshalb Wegpendler, die hauptsächlich in der Region Freiburg arbeiten.

## Verkehr
Das Dorf liegt abseits der grösseren Durchgangsstrassen, die Hauptzufahrt erfolgt von Le Mouret. Der obere Dorfteil von Montévraz besitzt selbst keine Anbindung an das Netz des öffentlichen Verkehrs. Die auf der Linie von Freiburg via La Roche nach Bulle verkehrenden Busse der Transports publics Fribourgeois halten an der Hauptstrasse bei Le Mouret in der Nähe des Quartiers Pra Mathaux.

## Geschichte
Die erste urkundliche Erwähnung des Ortes erfolgte erst 1445 unter dem Namen Montivar. Der Ortsname setzt sich aus mont (Berg) und dem Personennamen Evrard (abgeleitet vom germanischen Eberhard) zusammen.
Seit dem Mittelalter hatte das Kloster Hauterive Grundbesitz auf dem Gebiet von Montévraz. Im Verlauf des 15. Jahrhunderts gelangte das Dorf unter die Herrschaft von Freiburg und wurde der Alten Landschaft (Burgpanner) zugeordnet. Nach dem Zusammenbruch des Ancien Régime (1798) gehörte Montévraz während der Helvetik zum Bezirk La Roche und ab 1803 zum Bezirk Freiburg, bevor es 1848 mit der neuen Kantonsverfassung in den Saanebezirk eingegliedert wurde.
Im Jahr 1996 entstand die Idee einer grossflächigen Gemeindefusion. Am 13. Juni 2002 votierten die Stimmberechtigten von Montévraz mit einem Ja-Anteil von 79 % für die Fusion. Mit Wirkung vom 1. Januar 2003 wurden deshalb die vorher selbständigen Gemeinden Montévraz, Bonnefontaine, Essert (FR), Oberried (FR), Praroman und Zénauva zusammengelegt. Die neue Gemeinde erhielt den Namen Le Mouret.

## Sehenswürdigkeiten
Bei Montévraz-Dessus steht die Kapelle Saint-Pierre, die 1654 erbaut und 1951 umfassend restauriert wurde. Am Hang über dem Tal des Ruisseau du Pontet befindet sich der Landsitz La Petite Riedera, der um 1580 errichtet wurde. Im Grossen Saal sind Deckenmalereien von 1660 erhalten. Umbauten fanden zu Beginn des 19. Jahrhunderts statt, und ab 1841 diente das Schloss dem Bischof von Freiburg als Sommerresidenz.